# Atlantisch orkaanseizoen 1987
Het Atlantisch orkaanseizoen 1987 duurde van 1 juni 1987 tot 30 november 1987. Het seizoen 1987 was een beneden normaal seizoen wat betreft de activiteit. Het seizoen telde zeven tropische stormen, waarvan er zes een naam kregen. Van deze zeven promoveerden er drie tot een orkaan en een orkaan, Emily werd een majeure orkaan, dat wil zeggen Categorie 3 of meer. Emily teisterde de Dominicaanse Republiek en Bermuda.
Verder is opmerkelijk, dat er geen slachtoffers vielen in de Verenigde Staten ten gevolge van tropische cyclonen in dit seizoen, iets wat maar zelden voorkomt. Naast de zeven tropische stormen, telde het seizoen ten minste zeven tropische depressies, die niet het stadium van tropische storm bereikten. Vanaf dit seizoen werden er voor het eerst tropischestormwaarschuwingen en tropischestormobservaties uitgegeven. Vóór 1987 werd er bij stormwaarschuwingen en observaties geen onderscheid gemaakt tussen tropische en niet-tropische systemen. Op 9 augustus werd de eerste tropischestormwaarschuwing afgegeven, betreffende tropische depressie 2 voor de Texaanse kust.

## Cyclonen

### Tropische depressie 1
Op 25 mei werd een lagedrukgebied door een verkenningsvliegtuig waargenomen. Het gebied werd uitgeroepen tot de eerste tropische depressie van het jaar, een week voor het officiële seizoen begon. Net bewoog met een snelheid van ongeveer 13 km/h), De depressie lag om dat moment ongeveer 640 km centraal-oostelijke van de Bahama's en bewoog met een snelheid van ongeveer 13 km/h in de richting van Florida. Op 28 mei bleef de depressie voor de kust van Florida stilliggen en werden voorspellingen afgegeven voor onweersbuien in de hele staat Florida. De regering van de Bahama's bracht een stormwaarschuwing uit voor de eilanden toen het systeem sterker werd. De tropische depressie verzwakte op 1 juni. 

### Tropische storm 2

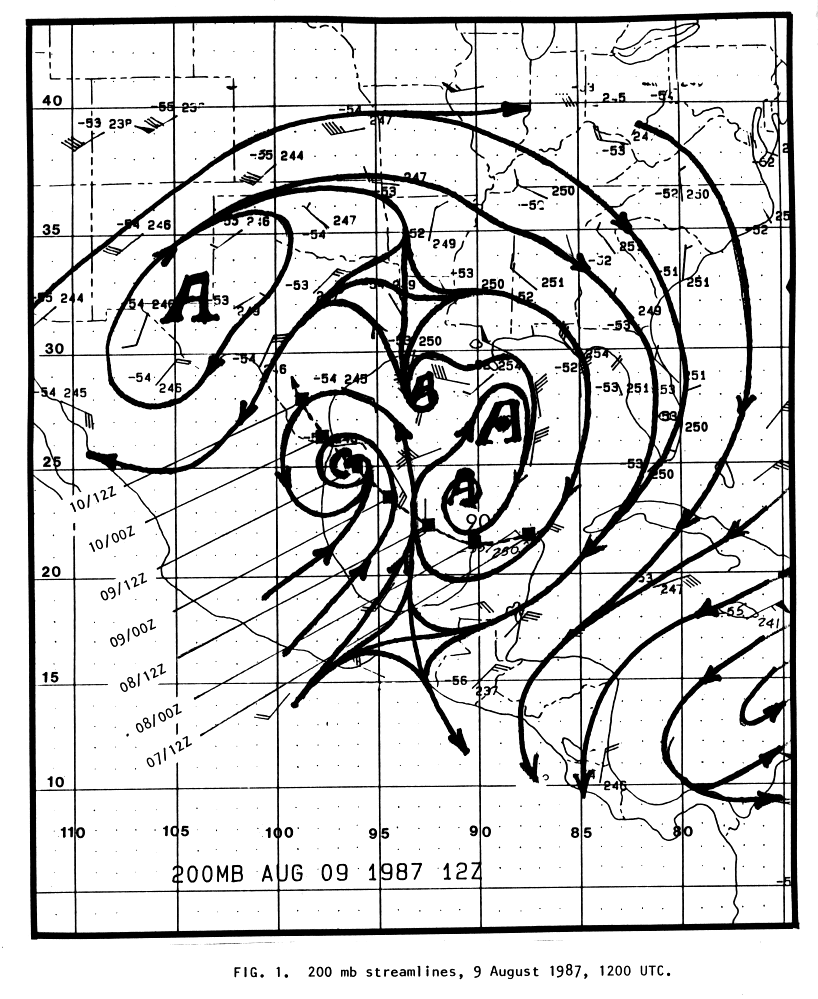
Afbeelding van de luchtstromen (de dikke zwarte lijnen) op grote hoogte op 9 augustus. De C geeft de positie aan van het lagedrukgebied met koude kern. De vierkantjes geven de posities van het lagedrukgebied met koude kern aan, met datum (dag) en tijd in UTC. De A's geven hogedrukgebieden op grote hoogte aan. Onder de A ten noordoosten van de C (nabij 26,3° Noorderbreedte en 93,6° Westerlengte) ontstaat tropische depressie 2. Het kaartje maakt inzichtelijk, dat de uitstoot van de tropische depressie onder die constellatie op grote hoogte gunstig was; de dikke pijlen voeren van het punt van de tropische cycloon

Deze tropische storm had een ingewikkelde cyclogenesis en op het moment dat de depressie tot storm promoveerde, ontstond er zodanige verwarring over de status van de cycloon (tropisch of subtropisch), dat de storm geen naam kreeg.
Op 29 juli trok een tropische golf van de Afrikaanse kust westwaarts. De tropische golf ging boven de Atlantische Oceaan nauwelijks gepaard met convectie, maar dit veranderde vlak voordat de tropische golf de Bovenwindse Eilanden bereikte. Boven de Caraïbische Zee ontstond er in het zuidelijk deel van de tropische golf een circulatie in de middelste lagen van de atmosfeer, die zich naar beneden probeerde uit te breiden. Dit deel trok op 7 augustus over Midden-Amerika. Het noordelijk deel kwam onder invloed van een lagedrukgebied op grote hoogte boven het zuidwesten van de Golf van Mexico, dat met koude lucht was gevuld.
Op 8 augustus organiseerden de buien van het noordelijke deel van de tropische golf zich op cyclonale wijze rond het lagedrukgebied. Dit lagedrukgebied op grote hoogte liep naar het noordwesten van het schiereiland Yucatán naar de monding van de Río Bravo. De volgende dag was er opeens honderden kilometers noordelijk van het lagedrukgebied op grote hoogte een gesloten circulatie ontstaan aan het zeeoppervlak, bovendien ontstond dáárboven op grote hoogte een hogedrukgebied. De bewolking van dit systeem was zodanig geordend, dat het systeem nu typisch was voor een tropische depressie en door de gunstige constellatie op grote hoogte had het potentiaal. Op 9 augustus ontstond tropische depressie 2 boven het noordwesten van de Golf van Mexico, nabij 26,3° Noorderbreedte en 93,6° Westerlengte. Tropische depressie 2 trok naar het noordnoordwesten en daarna begon de verwarring. Enige uren na het ontstaan van tropische depressie 2 werd haar centrum steeds minder herkenbaar op satellietbeelden; het was alsof tropische depressie 2 degenereerde tot tropische onweersstoring.
De meteorologische waarnemingen op zee spraken dit tegen; een verkenningsvliegtuig vond een breed lagedrukgebied met 1008 mbar in het centrum en windsnelheden onder tropischestormsterkte tegen meldingen van olieboorplatformen 110 km van het centrum met windsnelheden van tropischestormsterkte. Nu was het echter niet duidelijk of de tropische depressie op 9 augustus een tropische storm of een subtropische storm was geworden (bij een subtropische storm ligt het stormveld verder van het centrum verwijderd en is breder). De keuze voor tropische storm is achteraf gemaakt omdat de cycloon zijn bandenpatroon van onweersbuien later op satellietbeelden terugkreeg en die enige dagen handhaafde, terwijl zijn centrum boven land lag, wat beter past bij een tropische cycloon dan bij een subtropische. Omdat echter subtropische stormen destijds geen naam kregen, werd ook aan deze storm geen naam gegeven, hoewel dat achteraf gezien wel zou hebben gemoeten.
Op 10 augustus landde de tropische storm op de Texaanse kust tussen Galveston en Beaumont met windsnelheden tot 75 km/uur en een minimale druk van 1008 mbar. Dezelfde dag degradeerde de tropische storm tot tropische depressie 2 en draaide naar het oosten en oostzuidoosten. Tropische depressie 2 kwam nog even boven het uiterste noordoosten van de Golf van Mexico en draaide toen naar het noordoosten en landde opnieuw in Florida. Tropische depressie 2 loste ten slotte op boven Georgia op 17 augustus. De naamloze tropische storm veroorzaakte overvloedige regenval en overstromingen, die een schade veroorzaakten van $7,4 miljoen (niet gecorrigeerd voor inflatie).

### Orkaan Arlene
Op 8 augustus ontstond er een subtropische depressie uit de resten van het westelijke uiteinde van een stationair koufront nabij Wilmington, North Carolina. Met een boog met de wijzers van de klok mee koerste de subtropische depressie over de Atlantische Oceaan richting de noordelijke Bahama's. Daar werd de subtropische depressie beter georganiseerd, mede dankzij een naburig lagedrukgebied met koude kern op grote hoogte. Op 10 augustus promoveerde de subtropische depressie tot tropische depressie nabij Andros in de Bahama's. Nu bevond de tropische depressie zich tussen een rug van hoge druk op haar zuidoostflank en een trog van lage druk op haar noordwestflank en tussen deze systemen begon zij naar het noordoosten te koersen. De volgende dag promoveerde de tropische depressie tot tropische storm Arlene en zette koers richting Bermuda. De trog van lage druk, onder invloed waarvan zij noordoostwaarts trok, was ook aanwezig op grote hoogte en gaf zodanige schering, dat Arlenes ontwikkeling werd onderdrukt.
Op 13 augustus passeerde Arlene 90 km ten noorden van Bermuda, maar op Bermuda werden geen winden van tropischestormsterkte waargenomen bij een druk van 1002 mbar. Dit in tegenstelling tot een schip 64 km ten noorden van het centrum van Arlene, dat windsnelheden van orkaansterkte meldde bij dezelfde luchtdruk. Op grond van satellietbeelden is men ervan uitgegaan dat de waarneming het gevolg was van een lokaal aanwezige uitbraak van diepe convectie en niet representatief was voor het totale systeem. Daarna doorliep Arlene een nogal dwalend parcours in een door de bank genomen oostnoordoostelijke richting. Ten noorden van haar ontwikkelde zich een rug van hoge druk, die haar zuidwaarts drukte, maar deze rug van hoge druk verliep grillig en werd aangetast door cellen van lage druk, die Arlene weer op een noordoostelijke koers zetten. Op 22 augustus promoveerde Arlene tot orkaan, toen op grote hoogte de stroming gunstig werd voor haar uitstoot (Aanvankelijk werd Arlene al op 20 augustus tot orkaan gepromoveerd, maar uit analyse van de data achteraf bleek dit onterecht).
Zij bereikte die dag haar hoogtepunt met windsnelheden van 120 km/uur en een minimale druk van 987 mbar. Daarna ontstond er een hogedrukgebied aan haar oostflank, dat Arlene versneld naar het noordoosten bracht boven koeler zeewater. Bovendien stootte zij op een front, waardoor zij op 24 augustus haar tropische kenmerken verloor. De extratropische Arlene trok op 26 augustus door de Golf van Cádiz en loste ten slotte op boven Andalusië. Arlene deed er twaalf en een halve dag over om van tropische depressie te promoveren tot orkaan. Dit is de langste periode tussen depressie- en orkaanstatus in de geschiedenis van het Atlantisch bassin. Orkaan Dennis deed er langer over, maar bij Dennis werd de periode onderbroken, doordat de tropische depressie degenereerde in een tropische onweersstoring, om vervolgens weer te regenereren. Ook is Arlene de snelste tropische cycloon in de geschiedenis van het Atlantisch bassin geweest; zij koerste met een snelheid 111 km/uur over de Atlantische Oceaan.

### Tropische storm Bret
Op 17 augustus trok een tropische onweersstoring van de Afrikaanse kust westwaarts, die de volgende dag ten oostzuidoosten van de archipel Kaapverdië promoveerde tot tropische depressie 5. Tropische depressie 5 trok over de Kaapverdische Eilanden en promoveerde dezelfde dag, 18 augustus tot tropische storm Bret, net ten westen van Kaapverdië. Bret trok westwaarts en bereikte op 20 augustus zijn maximum met windsnelheden tot 83 km/uur bij een druk van 1000 mbar. Daarna werd hij afgebogen naar het noordwesten door een trog van lage druk op grote hoogte ten westen van hem. Bovendien ondervond Bret steeds meer schering van dit systeem, zodat hij op 22 augustus degradeerde tot tropische depressie en op 24 augustus tot tropische onweersstoring, die ten slotte opging in een zich ontwikkelend lagedrukgebied boven het midden van de Atlantische Oceaan.

### Tropische storm Cindy
Op 1 september trok een tropische onweersstoring van de Afrikaanse kust westwaarts, die enige diepe convectie vertoonde en bovendien op middelgrote hoogte een circulatie bezat. Ten noordwesten van de storing breidde op 4 september een trog van lage druk op grote hoogte zich uit naar het zuiden, terwijl vlak ten oosten van de storing een hogedrukgebied op grote hoogte ontstond. Hierdoor werd de ontwikkeling van de storing bevorderd en op 5 september promoveerde de tropische onweersstoring tot een tropische depressie. De tropische depressie trok naar het noordwesten, onder invloed van de trog. Op 7 september promoveerde zij tot tropische storm Cindy, die noordwaarts trok, doordat de trog van lage druk zich nu uitbreidde naar het aardoppervlak en de rug van hoge druk aan de noordoostflank verzwakte. Daardoor nam de schering over Cindy echter ook toe en na haar hoogtepunt op 8 september met windsnelheden van 83 km/uur en een druk van 1000 mbar, begon zij te verzwakken. Op 10 september passeerde Cindy ten noordwesten van de Azoren en verloor enkele uren daarna haar tropische kenmerken. De volgende dag, op 11 september werd de extratropische Cindy opgenomen door een grote, niet-tropische stormdepressie ten noorden van de Azoren.

### Tropische depressie 9
Tropische depressie 9 ontstond op 7 september ten oosten van Noord-Florida. De cyclogenesis van tropische depressie 9 werd bevorderd door een lagedrukgebied op grote hoogte boven het noorden van de Golf van Mexico, dat de dag tevoren was ontstaan door een insnoering van een trog. Tropische depressie 9 trok naar het noorden en landde op de kust van South Carolina. Zij trok over het oosten van de Verenigde Staten en werd op 10 september boven New Hampshire opgenomen door een front. Tropische depressie bracht vooral boven Virginia overvloedige regenval, met meer dan 250mm op sommige plaatsen.

### Tropische storm Dennis
Op 8 september werd op satellietbeelden in een tropische golf een cyclonale circulatie aan het aardoppervlak zichtbaar net ten westen van de Afrikaanse kust. Het systeem trok westwaarts, passeerde op 540 km ten zuiden van Kaapverdië, en promoveerde op 10 september tot tropische storm Dennis. De volgende dag bereikte Dennis zijn hoogtepunt met windsnelheden van 83 km/uur bij een luchtdruk van 1000 mbar. Daarna trok Dennis naar het noordwesten en verzwakte langzaam. Op 18 september degradeerde Dennis tot tropische depressie, die door een verzwakking van het hogedrukgebied ten noordoosten van hem naar het noordwesten en later naar het noordoosten trok. Op 20 september verloor Dennis zijn tropische kenmerken, toen hij werd opgenomen door een niet-tropische depressie.

### Orkaan Emily
Emily was de zwaarste orkaan van het seizoen en als orkaan van de derde categorie de enige majeure orkaan. Emily was de eerste orkaan, die in de Caraïbische Zee verscheen in bijna zes jaar. De laatste orkaan die in de Caraïbische Zee werd waargenomen sinds orkaan Katrina in 1981. Op 13 september ontstond er voor de kust van Afrika een tropische onweersstoring boven de doldrums, achter de tropische golf waaruit Dennis was ontsproten. Deze storing trok naar het westen. Aanvankelijk waren ondanks een zich ontwikkelende uitstoot de omstandigheden niet gunstig; de storing koerste over de doldrums op lage breedte, de diepe convectie bleef ongeorganiseerd en werd de convectie verder geremd door dalende luchtstromen. Op 20 september brak het systeem echter los van de doldrums en kwam direct tot ontwikkeling. Op satellietbeelden werd een gesloten circulatie aan het oppervlak zichtbaar en op 20 september ontstond uit dit systeem een tropische depressie nabij 10° Noorderbreedte, 51° Westerlengte.
Op dat moment lagen de restanten van Dennis ten noordoosten van de tropische depressie en deze tropische depressie zou met de wijzers van de klok mee om hetzelfde hogedrukgebied heen draaiden als Dennis deed, zij het, dat het hogedrukgebied sterker was en een uitloper van hoge druk zich nu veel meer naar het westen uitstrekte. Dezelfde dag nog promoveerde de tropische depressie tot tropische storm Emily. Zij koerste naar het westnoordwesten en landde op 21 september met windsnelheden van 83 km/uur en een minimale druk van 1004 mbar op het eiland Saint Vincent. De uitstoot van Emily verbeterde boven de Caraïbische Zee en op 22 september promoveerde Emily tot orkaan op ongeveer 310 km van Puerto Rico. Emily bereikte haar hoogtepunt als stevige orkaan van de derde categorie dezelfde dag met windsnelheden van 204 km/uur en een minimale druk van 958 mbar. Zij bereikte 9 uur later op 23 september de zuidkust van de Dominicaanse Republiek net ten oosten van Barahonda met windsnelheden van 176 km/uur en een minimale druk van 965 mbar, een stevige orkaan van de tweede categorie.
Boven de bergen van Hispaniola verzwakte Emily en kwam bij Cap-Haïtien weer boven zee als tropische storm. Emily was intussen naar het noorden gedraaid en trok over de zuidoostelijke Bahama's. Daarna draaide Emily naar het noordoosten en Emily bevond zich nu tussen een trog en een front, dat zich vanaf Florida naar het noordoosten uitstrekte aan haar noordwestflank en een hogedrukgebied op grote hoogte aan haar zuidoostflank. Langzamer dan werd voorzien, promoveerde Emily op 25 september weer tot orkaan, maar kwam daarna in een sterke zuidwestelijke stroming terecht, die haar naar het noordoosten meevoer en bovendien begon haar circulatie het front op te slokken, waardoor zij langzaam aan tropische kenmerken zou verliezen. Toch won Emily aan kracht en landde op 25 september met windsnelheden van 140 km/uur en een minimale druk van 974 mbar op Bermuda. Daarna trok Emily snel noordoostwaarts en verloor haar tropische kenmerken op 26 september boven de noordelijke Atlantische Oceaan.
Emily eiste 3 mensenlevens in de Dominicaanse Republiek ten gevolge van overstromingen. Emily veroorzaakte meer dan $65 miljoen schade ($110 miljoen gecorrigeerd voor inflatie). Op de Bovenwindse Eilanden was de schade beperkt tot ontwortelde bomen en schade aan de landbouw, op Hispaniola veroorzaakte Emily modderstromen en overstromingen en op Bermuda had men niet voorzien, dat zij het eiland op orkaansterkte zou treffen en werd er vooral schade aangericht aan auto's en huizen. De naam Emily werd niet geschrapt en werd hergebruikt in het seizoen 1993, het seizoen 1999 en het seizoen 2005 en staat voor 2011 weer op de rol.

### Orkaan Floyd
Op 5 oktober ontstond er boven het noordwesten van de Caraïbische Zee ten noorden van Honduras een breed lagedrukgebied dat naar het oosten en later naar het zuiden trok. Het systeem vertoonde een oppervlakkige circulatie, die zich verder ontwikkelde, zodat op 9 oktober het lagedrukgebied vlak voor de noordoostkust van Nicaragua promoveerde tot tropische depressie 13. Aanvankelijk dreef tropische depressie 13 naar het zuiden, maar boven het oosten van de Caraïbische Zee ontstond er een hogedrukgebied, waardoor tropische depressie 13 op 10 oktober zich omkeerde naar het noorden. Dezelfde dag ontstond er op grote hoogte een hogedrukgebied boven tropische depressie 13, waardoor zij in kracht kon toenemen. Op 10 oktober promoveerde tropische depressie 13 tot tropische storm Floyd. Door de nadering van een trog van lage druk op grote hoogte over de Golf van Mexico koerste Floyd naar het noordnoordwesten en later naar het noorden.
Floyd landde op 11 oktober met windsnelheden tot 93 km/uur en een minimale druk van 996 mbar op het uiterste westen van de Cubaanse provincie Pinar del Río. Floyd draaide bij naar het noordoosten en trok over de Straat Florida richting Florida Keys en promoveerde boven de Straat Florida tot orkaan. Nu lag er boven Florida een stationair front, waarlangs zich onder invloed van de bovengenoemde trog van lage druk op grote hoogte een lagedrukgebied aan de oppervlakte ontstond. Dit lagedrukgebied sneed Floyd af van zijn circulatie. Floyd verzwakte hierdoor niet alleen, maar werd ook dusdanig in zijn structuur aangetast, dat hij niet meer te volgen was per satelliet of radar. Op basis van waarnemingen is zeker, dat op 12 oktober Floyd over de Florida Keys trok en ten zuiden van Miami passeerde. Ten slotte fuseerde Floyd met het andere lagedrukgebied op 13 oktober tussen Florida en de Bahama's en verloor zijn tropische kenmerken. Floyd veroorzaakte in Florida $500.000,- (niet gecorrigeerd voor inflatie). Er vielen geen slachtoffers.

### Tropische depressie 14
Eind oktober lag er een breed lagedrukgebied boven de Caraïbische Zee, dat zich op 30 oktober begon te organiseren. Op 31 oktober promoveerde dit lagedrukgebied tot tropische depressie 14 ten zuiden van Jamaica. Tropische depressie trok naar het noordwesten en kwam terecht tussen een zich ontwikkelend lagedrukgebied op grote hoogte boven het schiereiland Yucatán ten westnoordwesten en een uitloper van hoge druk op grote hoogte ten oostnoordoosten. Hierdoor kwam tropische depressie 14 onder schering, die haar diepe convectie wegblies ten noordoosten van haar centrum. Op 3 november landde tropische depressie 14 op de zuidkust van Cuba en stak het eiland over en trok in noordwestelijke richting over de Straat Florida.
Daar draaide tropische depressie 14 naar het noordoosten en landde op 4 november op de westkust van Florida. Tropische depressie 14 was haar convectie aan het verliezen en verloor boven Florida haar tropische kenmerken. Op satellietbeeld was zij niets meer dan een zwakke spiraal van cumuluswolken. De extratropische depressie trok verder over Florida en werd ten slotte op 5 november door een ander niet-tropisch lagedrukgebied opgenomen. Op Jamaica eiste tropische depressie 14 zes mensenlevens door de overstromingen en modderstormen, die het gevolg waren van de overvloedige regenval van plaatselijk meer dan 250 mm boven het westen van Jamaica. Over schadeberamingen is niets bekend.

## Namen
De lijst met namen voor 1987 was dezelfde als die van 1981. De lijst werd opnieuw gebruikt in 1993.
| - Arlene - Bret - Cindy - Dennis - Emily - Floyd - Gert (niet gebruikt) | - Harvey (niet gebruikt) - Irene (niet gebruikt) - Jose (niet gebruikt) - Katrina (niet gebruikt) - Lenny (niet gebruikt) - Maria (niet gebruikt) - Nate (niet gebruikt) | - Ophelia (niet gebruikt) - Philippe (niet gebruikt) - Rita (niet gebruikt) - Stan (niet gebruikt) - Tammy (niet gebruikt) - Vince (niet gebruikt) - Wilma (niet gebruikt) |